# San Diego Lady Top Guns
Die San Diego Lady Top Guns waren ein kurzlebiges US-amerikanisches Frauenfußball-Franchise mit Sitz in San Diego, Kalifornien.

## Geschichte
Das Franchise stieg zur Saison 1995 in den Spielbetrieb der USL W-League ein. Am Ende der Regular Season platzierte sich die Mannschaft mit 24 Punkten auf dem vierten Platz der Western Division. Nach dieser Spielzeit löste sich das Franchise aber auch schon wieder auf.